# Animal Crossing: Wild World
Animal Crossing: Wild World je videohra simulující život na vesnici od japonské firmy Nintendo určená pro její herní systém Nintendo DS. Její předchůdkyně Animal Crossing byla vydána pro herní konzoli Game Cube. Hráč sklízí ovoce, povídá si, plní úkoly od zvířecích spoluobčanů a vydělává peníze. Hra podporuje multiplayer přes internet.

## Popis
Hra začíná v taxíku, kterým hráč jede do města, do kterého se stěhuje. Když přijede, nemá nic. Proto jej najme místní obchodník Tom Nook. Tak si vydělá trochu peněz, za které si bude moct kupovat nábytek, oblečení a různé pomůcky k životu na vesnici. Až vydělá dost peněz, může si zvětšit svůj skromný příbytek. Ve městě není hráč jen sám – na začátku může potkat tři zvířata, která ve městečku bydlí. Postupně se přistěhovávají další a další, ale mohou se také odstěhovat. Ve městečku jsou o víkendech eventy jako bleší trh nebo rybářské závody, takže se hráč nikdy nenudí. Ve hře plyne čas stejně jako v reálném světě.